# 汉娜·麦克劳德
汉娜·麦克劳德（英語：Hannah Macleod，1984年6月9日—），英国女子曲棍球运动员。她曾代表英国国家队参加2012年和2016年夏季奥林匹克运动会曲棍球比赛，获得一枚金牌和一枚铜牌。